# Glucozoxidază

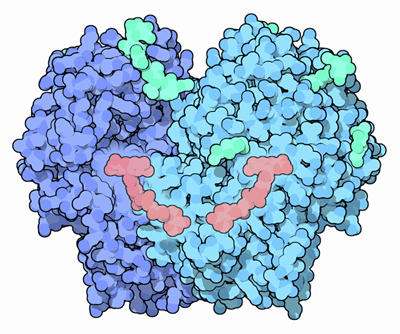
Structura unui dimer de GOD (albastru închis și deschis) complexat cu FAD (brun) și glicani (verde) de la specia Penicillium amagasakiense.

Glucozoxidaza sau glucozo oxidaza (GOD sau GOx), denumită și notatină (EC 1.1.3.4) este o oxidoreductază care catalizează procesul de oxidare a glucozei la peroxid de hidrogen și acid gluconic (sub formă de D-glucono-δ-lactonă). Este produsă de anumite specii de fungi și insecte, prezentând efect antibacterian în prezența oxigenului și glucozei. Reacția catalizată este:
Glucozoxidaza prezintă importanță în analizele de laborator, fiind utilizată pentru dozarea glucozei din fluide biologice (sânge, urină), în probe vegetale și în industria alimentară. Prezintă aplicații variate și în biotehnologie, fiind folosită în metode enzimatice biochimice, biosenzori și nanotehnologie. A fost izolată de Detlev Müller în 1928 din specia de fungi Aspergillus niger.